# 新九龍廣場

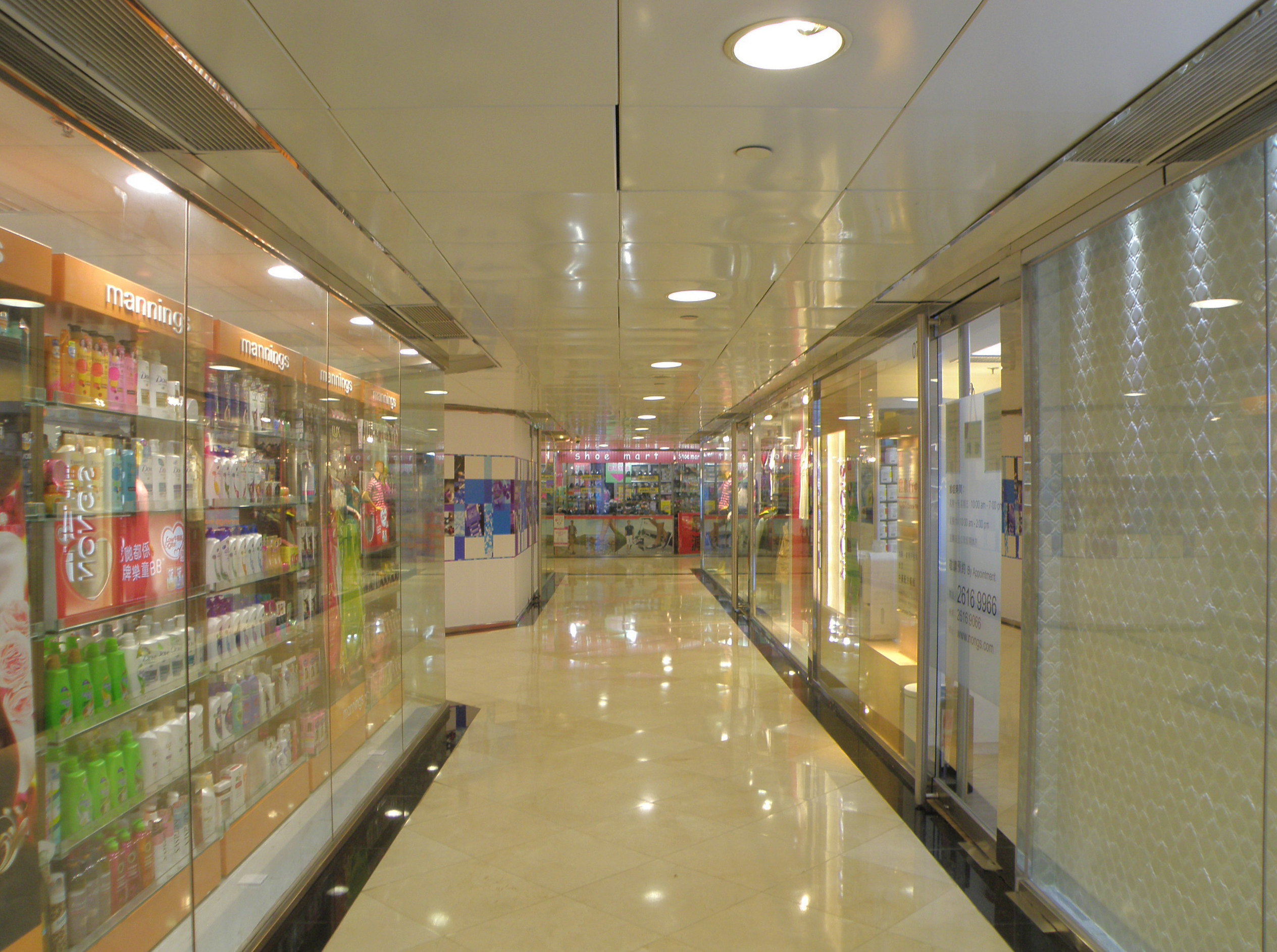
新九龍廣場內貌

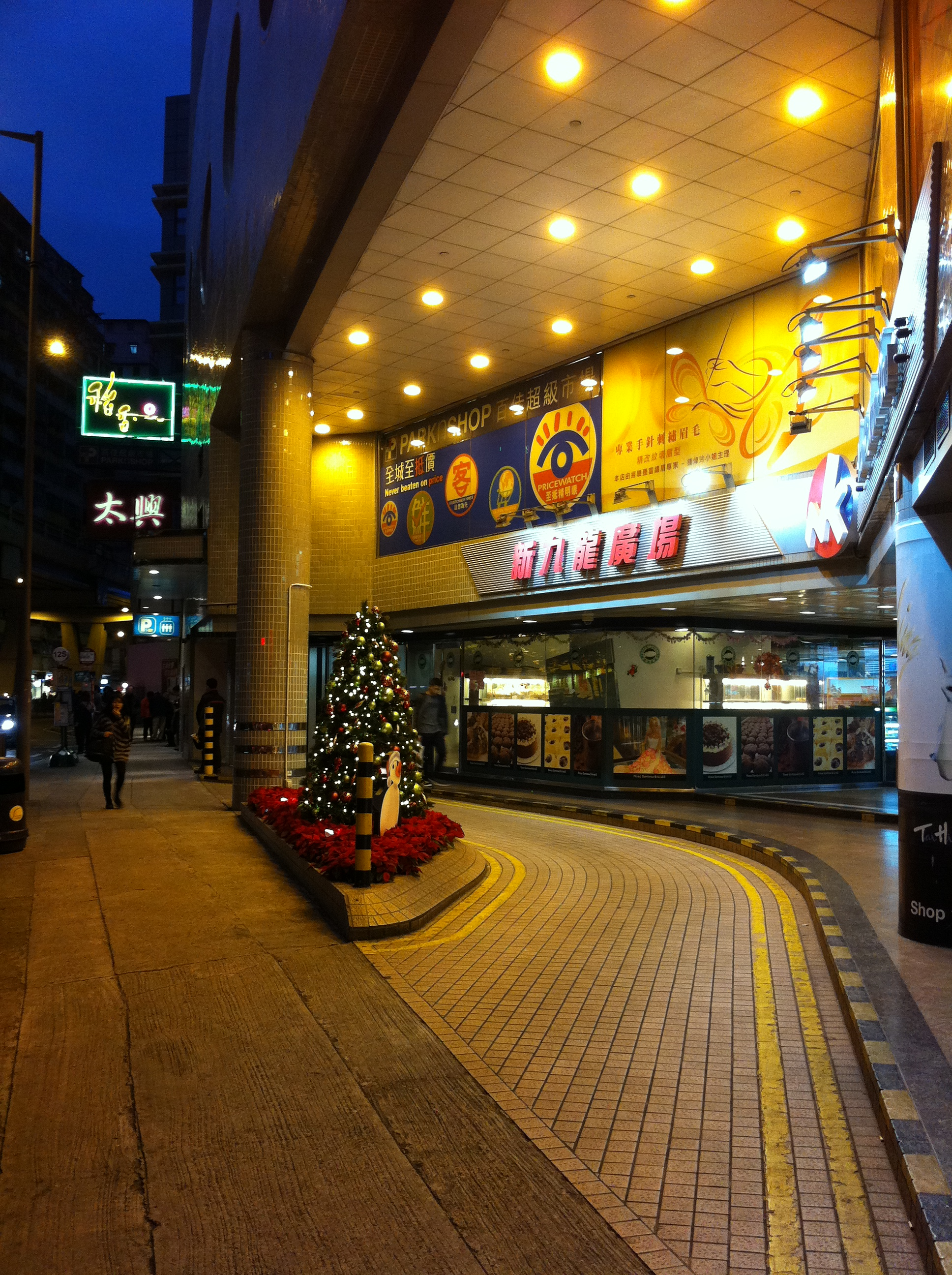
新九龍廣場上落客區

新九龍廣場（英語：New Kowloon Plaza）為香港油尖旺區中型商場之一，位處大角咀道38號，商場樓高2層，有82,500平方呎，1989年落成。於奧海城未建成時，為大角咀最大型之商場。發展商為新鴻基地產，雖然不鄰近奧運站及旺角站，但它是一幢最早期的新型商業大廈。雖然新九龍廣場的名稱包含「新九龍」三字，但其所處位置並非屬於新九龍的範圍之內。

## 設施
以下的商舖安排以2007年12月的新九龍廣場作準。
| - 食肆 - 酒樓（稻香） - 酒樓（名苑） - 三明治店 (Subway） - 便利店（7-11） - 超級市場（百佳超級市場） - 時裝店 - 眼鏡店 - 遊戲機中心（已結業） | - 傢私店 - 漫畫店 - 報販 - 文具店 - 美容店 - 乾洗店 - 唱片店 - 電腦店 (偉倫電腦) | - 中醫診所（農本方） - 設計中心 - 配匙補鞋店 - 個人護理店（萬寧） - 理髮店 - 書報雜誌 - 卡拉OK（已結業） |

## 停車場
- 於商場上層設有停車場供顧客及寫字樓租戶使用。

## 鄰近地點
- 富多來新邨
- 富貴大廈
- 海桃灣
- 柏景灣
- 帝柏海灣
- 維港灣
- 君匯港
- 消防處旺角辦公大樓
- 大角咀市政大廈
- 帝豪奧運酒店 (已改名為西九龍絲麗酒店)
- 利奧坊
- 匯豐中心
- 中銀中心
- 奧海城
- 豐年生活護理用品店elderlylife.hk

## 外部連結
- 新九龍廣場地圖